# 5С99 «Сенеж»
5С99М «Сенеж-М» — автоматизована система управління командного пункту військ протиповітряної оборони була прийнята на озброєння і використовується в наш час для централізованого автоматичного та автоматизованого управління бойовими діями угрупування зенітно-ракетних військ змішаного складу, що включають системи та комплекси різних версій, зокрема С-75, С-125, С-200, С-300. Системою вирішуються задачі контролю та розподілу цілей між зенітно-ракетними системами та координації з літаками-винищувачами. Має можливість отримання радіолокаційної інформації від усіх видів радіолокаційних засобів та АСУ ППО.
Апаратура АСУ полку (бригади) ЗРВ ППО «Сенеж» розроблена в єкатеринбурзькому ОКБ «Пеленг» та виробляється ДПО «Вектор». Існують модифікації 5С99М «Сенеж-М» (модернізована) та 34Л6 «СЕНЕЖ-М1Э» (експортний варіант).

## Склад
До складу модифікованої АСУ зазвичай входять:
- мобільний пункт бойового управління, кабіна 26М6;
- додатковий пункт бойового управління, кабіна 27М6;
- КСА (комплексна система автоматизації) КП радіотехнічного батальйону ПОРИ-МЭ;
- пункти знімання координат (ПСК), до 5 шт;
- радіостанції типу Р-997-1М, Р-997-2М для зв'язку з літаками-винищувачами;
- радіорелейні станції типу 5Я662/5Я663 для передачі інформації на керовані об'єкти по радіорелейних лініях зв'язку;
- система енергопостачання на базі електростанції ~380 В 50 Гц потужністю 2х30 кВт із перетворювачем напруги ~230 В 400 Гц, до 2 шт.

Апаратура АСУ «Сенеж-М1Е» розміщується в транспортованих напівпричепах (кабінах). Кількість автоматизованих робочих місць у кабіні 26М6 — 3, у кабіні 27М6 — 6. Передбачена можливість винесення АРМ до окремого приміщення (зал бойового управління).

## Тактико-технічні та експлуатаційні характеристики
- Радіус дії, до 1600 км
- Кількість повітряних об'єктів, що одночасно оброблюються, до 120
- Кількість керованих вогневих засобів:
  - ЗРК та ЗРС до 17 (до 77 стрільбових каналів)
  - винищувачів-перехватчиків, до 6
- час розгортання повного складу, до 2 годин
- час розгортання скороченого складу (мобільний варіант КП), до 15 хв.